# Bombenanschläge in Austin
Die Bombenanschläge in Austin waren eine Serie von fünf Sprengstoffexplosionen, die sich vom 2. März bis zum 20. März 2018 hauptsächlich in der Stadt Austin im amerikanischen Bundesstaat Texas ereigneten. Dabei wurden zwei Menschen getötet und fünf weitere verletzt. Der Tatverdächtige beging am 21. März 2018 durch das Zünden eines Sprengsatzes in seinem Fahrzeug Suizid, als ihn die Polizei festnehmen wollte. Er wurde als Mark Anthony Conditt, ein 23-jähriger Mann aus Pflugerville in Texas, identifiziert.

## Bombenanschläge
Die erste Tat ereignete sich am 2. März 2018 in Austin, bei der ein 39-jähriger Mann getötet wurde. Er hatte eine als Postpaket getarnte Paketbombe aufgehoben, die vor seinem Haus abgelegt war.
Am 12. März wurde ein 17-Jähriger durch eine Paketbombe getötet. Seine Mutter wurde durch die Explosion verletzt. Eine weitere Explosion einer Paketbombe an diesem Tag verletzte eine 75-Jährige, die ihre Mutter besuchte. Die ersten drei Paketbomben waren jeweils vor den Wohnhäusern der Opfer abgelegt. Zwei Paketbomben wurden durch das Aufheben ausgelöst, die dritte durch das Öffnen des Pakets.
Am 18. März wurden in einem Wohnviertel im südwestlichen Austin auf der Straße zwei Männer im Alter von 22 und 23 Jahren durch eine Sprengfalle verletzt, die von einem Stolperdraht ausgelöst wurde. Nach dieser vierten Explosion warnten die Behörden die Öffentlichkeit vor einem „Serienbomber“, der ein höheres Maß an Fähigkeiten besaß, als ursprünglich angenommen.
Am 20. März explodierte eine Paketbombe auf dem Gelände des Versandunternehmens FedEx in Schertz (Texas) und verletzte einen Angestellten. Das Paket war an eine Anschrift in Austin adressiert. An dem Tag wurde in einer Unternehmensniederlassung im Südosten Austins ein weiteres verdächtiges Paket gefunden und entschärft. Beide Pakete waren von derselben Person in einem FedEx-Laden in Sunset Valley (Texas) aufgegeben.

## Ermittlungen
Bei den Ermittlungen wurde die örtliche Polizei von Austin von über 500 Beamten des FBI und des ATF unterstützt. Wegen der Vielzahl der Taten in kurzer Zeit, der Verwendung von Paketbomben und dem offensichtlichen Geschick bei der Herstellung von Sprengstoff hielt das FBI den Täter für eine hochorganisierte und effiziente Person. Die Polizei setzte zunächst eine Belohnung von 65.000 Dollar aus und erhöhte die Summe später auf 115.000 Dollar.

### Erste Theorien und Ermittlungserfolg
Nach dem ersten Bombenanschlag gaben die Behörden bekannt, dass sie den Fall als möglichen Mord untersuchen würden. Seitens der Behörden ging man von einem isolierten Vorfall in dem Wohnbereich in Austin aus. Man vermutete zunächst, dass die Bombe für jemand anderen bestimmt war, möglicherweise einen mutmaßlichen Drogenhändler in der Nachbarschaft. Auch schloss die Polizei nicht aus, dass das Opfer die Bombe selbst hergestellt und aus Versehen gezündet hatte.
Nach dem dritten Bombenanschlag begann die Polizei, die Verbindungen zwischen den Opfern zu untersuchen. Zwischen einzelnen Opferfamilien gab es Verbindungen als prominente Mitglieder der afroamerikanischen Gemeinschaft in Austin. Die Paketbomben waren an Anschriften auf der östlichen Seite von Austin adressiert, wo überwiegend Bewohner mit afroamerikanischen und lateinamerikanischen Wurzeln leben.
Dem Tatverdächtigen Mark Anthony Conditt kam die Polizei durch verdächtige Transaktionen im Internet und Zeugenaussagen auf die Spur. Zudem wurde er anhand der Aufnahmen von Überwachungskameras in einem FedEx-Laden identifiziert. Die Polizei spürte ihn am 21. März 2018 in einem Hotel im Vorort Round Rock auf. Dabei entzog er sich der Festnahme und flüchtete mit seinem Fahrzeug. Als ihn die Polizei auf einer Schnellstraße gestellt und sich SWAT-Beamte genähert hatten, zündete Conditt in seinem Fahrzeug einen Sprengsatz, der ihn tötete und einen SWAT-Beamten verletzte.
Laut der Polizei war zu diesem Zeitpunkt noch nicht bekannt, ob der Tatverdächtige ein Einzeltäter war oder ob es weitere Tatbeteiligte gab. Das FBI warnte vor möglicherweise weiteren deponierten oder aufgegebenen Paketbomben.

## Tatverdächtiger
Der Tatverdächtige Mark Anthony Conditt lebte in Pflugerville außerhalb von Austin. Er wuchs als ältestes von drei Kindern in einer stark religiösen, christlichen Familie auf. Von 2010 bis 2012 besuchte er das Austin Community College, während er ansonsten von seiner Mutter zuhause unterrichtet wurde. Im Februar 2013 schloss Conditt die High School offiziell ab. 2012 erklärte er, dass er sich als konservativ, aber nicht als politisch eingestellt sieht. In seinen damaligen Äußerungen befürwortete er die Todesstrafe und sprach sich gegen gleichgeschlechtliche Ehen aus. Vor einigen Jahren zog er aus seinem Elternhaus aus und lebte mit zwei Mitbewohnern in einem nahe gelegenen Haus, das er mit seinem Vater gekauft hatte. Conditt war mehrere Jahre als Angestellter bei einem Unternehmen beschäftigt, das Halbleiter herstellt. Acht Monate vor den Bombenanschlägen wurde er wegen schlechter Leistung entlassen.
Die Polizei fand auf dem Mobiltelefon von Mark Anthony Conditt ein 25-minütiges Video, in dem er den Bau der Sprengsätze beschreibt, was die Polizei als Geständnis  wertet. Ein Tatmotiv nannte er nicht. Der Polizeichef von Austin sagte zu dem Video, dass es „der Aufschrei eines sehr verstörten jungen Mannes“ sei, „der über die Schwierigkeiten in seinem Leben berichtet, die ihn an diesen Punkt gebracht haben“. Hinweise auf einen terroristischen Tathintergrund oder auf ein Hassverbrechen enthalte das Video nicht.